# Suối Chà Lạp
Suối Chà Lạp là phụ lưu cấp 1 của dòng sông Lam chảy ở huyện Tương Dương tỉnh Nghệ An .
Suối Chà Lạp dài khoảng 37 km.

## Dòng chảy
Suối Chà Lạp bắt nguồn từ dãy núi biên giới Việt - Lào 19°6′10″B 104°19′49″Đ / 19,10278°B 104,33028°Đ ở xã Tam Hợp huyện Tương Dương, chảy uốn lượn theo hướng đông bắc, chảy uốn lượn theo hướng đông bắc .
Đến bản Nà Tổng xã Tam Thái thì suối Chà Lạp đổ vào dòng sông Lam.